# BOV (Jugoslavija)
BOV (Borbeno Oklopno Vozilo) je lako oklopljeno vozilo za prijevoz vojnika po i na bojištu. BOV se proizvodio u Jugoslaviji za potrebe JNA. Najveći broj primjeraka napravljen je za potrebe vojne policije i ta inačica naziva se BOV-M (ili BOV-VP)

## Opis
Jugoslavenski BOV je imao pogon na sva četiri kotača. Oklop je izrađen od više čeličnih ploča debljine 6 mm koje su štitile posadu od pješačkog naoružanja i krhotina manjih granata. BOV ima dva člana posade te može prevoziti do osam vojnika pod punom opremom.

## Korisnici
- Bosna i Hercegovina - 29 BOV-3, 14 BOV-VP
- Hrvatska - 44 BOV-3, 37 BOV M-83, 54 BOV VP rabljeni u mirovnim misijama
- Slovenija - 12 BOV-3 (u pričuvi), 28 BOV-M (u pričuvi)
- Srbija - 52 BOV-VP, 72 BOV M-83, 80 BOV-3
- Crna Gora  - 6 BOV-VP, 9 BOV M-83

## Poveznice
- BOV-3